# The Sun Sessions
The Sun Sessions è una raccolta di successi del cantante rock Elvis Presley, pubblicata nel 1976 dalla RCA. L'album si posizionò al numero 2 della classifica country di Billboard.
Nel periodo della registrazione dei pezzi che compongono l'album, il 1954-55, il singolo Baby Let's Play House/I'm Left, You're Right, She's Gone raggiunse la posizione numero 5 delle classifiche country nel 1955. La RCA Records vide che Elvis si stava costruendo una fama molto rapidamente grazie alle sue esibizioni dal vivo. La casa discografica offrì quindi 35.000 dollari alla Sun Records per l'acquisto del contratto di Presley.
Il singolo That's All Right/Blue Moon of Kentucky non entrò in classifica all'epoca della sua pubblicazione nel 1954, ma ritornò all'attenzione del pubblico cinquanta anni dopo, nel 2004, quando si posizionò al numero 5 in Gran Bretagna e Canada. The Sun Sessions venne ristampato sempre nel 2004 solo in edizione per il mercato giapponese.
Nel 2003, l'album si posizionò al numero 11 della classifica dei 500 migliori album secondo Rolling Stone, nella classifica di VH1 si posizionò al numero 21, ed il sito Allmusic lo valuta con 5 stelle. La Rock and Roll Hall of Fame ha selezionato The Rock and Roll Hall of Fame's 500 Songs that Shaped Rock and Roll. Da questo album sono stati scelti due pezzi: Mystery Train e That's All Right.
Nel 2002 The Sun Sessions venne scelto per l'inserimento nella The Library of Congress' National Recording Registry.

## Tracce
1. That's All Right, Mama - (Arthur Crudup) - 1:57 (dal singolo, 1954)
2. Blue Moon of Kentucky - (Bill Monroe) - 2:04 (dal singolo, 1954)
3. I Don't Care If the Sun Don't Shine - (Mack David) - 2:28 (dal singolo, 1954)
4. Good Rockin' Tonight - (Roy Brown) - 2:14 (dal singolo, 1954)
5. Milkcow Blues Boogie - (Kokomo Arnold) - 2:39 (dal singolo, 1955)
6. You're a Heartbreaker - (Jack Sallee) - 2:12 (dal singolo, 1955)
7. I'm Left, You're Right, She's Gone - (Stan Kesler, William Taylor) - 2:37 (dal singolo, 1955)
8. Baby Let's Play House - (Arthur Gunter) - 2:17 (dal singolo, 1955)
9. Mystery Train - (Herman Parker Jr., Sam Phillips) - 2:26 (dal singolo, 1955)
10. I Forgot to Remember to Forget - (Kesler, Charlie Feathers) - 2:30 (dal singolo, 1955)
11. I'll Never Let You Go (Lil' Darlin') - (Jimmy Wakely) - 2:26 (RCA 1956)
12. Trying to Get to You - (Rose Marie McCoy, Charles Singleton) - 2:33 (RCA 1956)
13. I Love You Because - (Leon Payne) - 2:33 (RCA 1956)
14. Blue Moon - (Richard Rodgers, Lorenz Hart) - 2:41 (RCA 1956)
15. Just Because - (Sydney Robin, Bob Shelton, Joe Shelton) - 2:34 (RCA 1956)
16. I Love You Because (seconda versione) - (Payne) - 3:25 (RCA 1956)

## Musicisti

### Artista
- Elvis Presley – voce, chitarra

### Altri musicisti
- Scotty Moore – chitarra
- Bill Black – contrabbasso
- D. J. Fontana - batteria
- Jimmie Lott – batteria nella traccia 7
- Johnny Bernero – batteria nelle tracce 8, 10